# Intérêt général en droit français
L'intérêt général en droit français est, avec le service public, l'une des notions-clés du droit public. Selon le Vocabulaire juridique de Gérard Cornu, l'intérêt général est « ce qui est pour le bien public ».

## Définition
L’idée d'intérêt général apparaît au XVIIIe siècle, se substituant à celle de bien commun. Cette conception est exprimée par Jean-Jacques Rousseau dans Du contrat social (1762). Sans sens précis elle désigne à la fois le lieu géométrique des intérêts des individus qui composent la nation et en même temps un intérêt propre à la collectivité qui transcende celui de ses membres.
La jurisprudence du Conseil d'État s’oriente vers la seconde définition mais subit alors une double critique marxiste (ce serait l'intérêt de la classe dominante) et libérale (elle aboutirait à la négation de l’individu).
Aucun des textes de l'ensemble constitutionnel français ne fait mention de l’intérêt général, au contraire des constitutions espagnole et portugaise qui donnent à la fois un sens et un domaine d’application précis à cette notion. Elle reste donc à la fois diffuse et mal définie.
Ce caractère flou de l’intérêt général est d’autant plus problématique qu’il n’a pas freiné son utilisation et que cette notion imprègne le droit public au point d’être presque le fondement de son existence. Ce caractère flou s'explique toutefois par le caractère abstrait de la notion, qui repose sur une conception bien définie d'un intérêt d'une collectivité elle-même abstraite.
Pour prendre l'exemple de la France, le Conseil d'État dans ses arrêts comme le Conseil constitutionnel dans ses décisions se réfèrent couramment à l’intérêt général et en ont fait un des fondements de la limitation des libertés publiques. Du fait même de l’imprécision de ce concept, le juge administratif a toutefois été amené à la réinterpréter systématiquement, ce qui a pu entraîner certaines dérives dues à une sur-utilisation de la notion.
À noter que, pour les pays adhérents au Conseil de l'Europe, la Cour européenne des droits de l'homme peut imposer des interprétations plus favorables au droit des individus.

## La notion d’intérêt général est au fondement même de la spécificité du droit public

### L’intérêt général est le critère de définition des grands régimes du droit public

#### Les grandes notions du droit administratif se définissent en relation avec l’intérêt général
Tous les régimes particuliers que le droit Public a créé, trouvent leur raison d’être dans l’existence d’un objectif d’intérêt général justifiant à lui seul qu'ils bénéficient d’un régime exorbitant du droit privé.
C’est pourquoi le Conseil d’État a défini la plupart des notions clés du droit public en référence à l’intérêt général et notamment celles de
- service public (SP),
- travail public (TP),
- ordre public, et
- domaine public qui n’existent que par référence à la notion première d’intérêt général.

1/ Ainsi la notion de service public se définit matériellement comme une activité d’intérêt général gérée par une personne publique ou sous son contrôle étroit (CE Chambre syndicale du commerce de Nevers 30 mai 1930). L’évolution de la notion de service public n’a été possible que parce que celle d’intérêt général s’est elle aussi étendue avec le temps. De nouvelles activités n’ont en effet cessé de s’ajouter aux objectifs de la collectivité. Ainsi a-t-on pu assister à la reconnaissance d’un intérêt général social (TC 1955, Naliato), ou d’un intérêt général économique.
2/ À travers la notion de service public la notion de domaine public, est elle aussi marquée par l’intérêt général puisque les jurisprudences civile et administrative l’ont définie comme l’ensemble des biens qui sont affectés actuellement aux usagers du service public ou qui sont aménagés pour l’exploitation d’un service public.
3/ La notion d’ouvrage public se définit également en référence à l’idée d’intérêt général puisque la jurisprudence les définit comme un bien immobilier par nature ou par destination "appartenant à une personne publique et affecté soit à l’usage du public, soit à un service public, ou à un but d’utilité générale" (CE 1965, Arbez-Gindre). C’est l’intérêt général qui fonde le régime spécifique dont bénéficie les ouvrages publics celui de l’intangibilité, selon l’adage, "Ouvrage mal construit ne se détruit point", (CE 1853, Robin de la Grimaudière).
4/ La quatrième notion qui se définit en relation à l’intérêt général est celle de travaux publics. Le TP est exécuté "pour le compte d’une personne publique et dans un but d’utilité générale" (CE 10 juin 1921 Commune de Montségur) ou « effectué par une personne publique ou sous sa direction dans le cadre d’une mission de SP » (TC 28 mars 1955 Effimieff).
L’intérêt général n’est pas seulement utilisé par le Conseil d'État mais apparaît bien souvent comme le fondement d’un texte législatif ou réglementaire. L'intérêt général justifie alors toute une série de moyens d’action de l’administration. Par ailleurs, il peut arriver d’avoir recours à des notions voisines telles que l’utilité publique en matière d’expropriation. L'utilité publique est à caractériser par l'existence d'un intérêt propre au bénéfice de la collectivité.

#### Les moyens d’actions propres à l’administration et son régime de responsabilité, exorbitants du Droit commun, sont subordonnés à l’existence d’un motif d’intérêt général
C’est donc l’existence d’un objectif d’intérêt général qui fonde l’existence des régimes spécifiques du droit public. Mais c’est également l’intérêt général qui fonde l’existence des moyens d’actions exorbitants du droit privé utilisés par l’administration.
L’acte unilatéral est imprégné de l’intérêt général car l’administration ne peut recourir à l’exercice de prérogatives de puissance publique que dans un but d’intérêt général (ex. le privilège du préalable). L’acte administratif pris dans un objectif étranger à tout intérêt public constitue d’ailleurs le cas type de détournement de pouvoir (CE Pariset 26 nov. 1875). En fait par un renversement singulier l’existence même d’un acte administratif fait présumer celle de l’intérêt général qui sous-tend nécessairement son existence. (CE Blanchard et Darchy 27 mai 1949).
De même les contrats administratifs font eux aussi l’objet de diverses prérogatives exorbitantes de droit commun (modification unilatérale, fait du prince…). Qui sont l’émanation de l’intérêt général et ne se justifient que par lui.
Enfin le régime exorbitant du droit commun de la responsabilité administrative qui a été fondé par l’arrêt Blanco (TC 8 février 1873), a comme fondement l’intérêt général qui seul justifie que le recours à la faute lourde soit nécessaire pour engager la responsabilité de l’administration.
C’est aussi la notion d’intérêt général qui sert au Conseil d'État pour écarter la responsabilité du fait d’une loi estiment que toute loi intervenue dans un intérêt général et prééminent exclut implicitement la volonté de réparer les dommages nés d’une loi (en ce sens CE 14 janv. 1938 Comp gen de Grande pêche).

### L’intérêt général sert de référence pour justifier l’action administrative et l’atteinte aux libertés
Le recours à la notion d’intérêt général permet de justifier la dérogation à certains textes ou principes généraux. Le plus souvent, l’intérêt général menace les libertés individuelles. C’est le rôle du juge que de les concilier.

#### Ordre public et intérêt général
L’atteinte aux libertés est le plus souvent motivée par le juge par la notion d’ordre public qui est une composante de l’intérêt général. Tout motif d’ordre public est à même de justifier une atteinte illicite à un droit ou à une liberté. Pour le Conseil constitutionnel, l’ordre public est un objectif de valeur constitutionnelle au nom duquel le législateur peut être fondé à restreindre certaines libertés. Mais ce dernier préfère bien souvent invoquer directement l’intérêt général.
Quant au Conseil d'État, la notion d’ordre public est au centre de la théorie de la police administrative qu’il a bâtie. Ce n’est que le seul maintien de l’ordre public qui justifie qu’une autorité de police porte atteinte à un droit ou une liberté.
L’arrêt du Conseil d'État du 24 janvier 1975 Ministre de l'information c/ Société Rome Paris films prévoit clairement un régime de conciliation entre l’intérêt général (ici l’ordre public) et les libertés publiques mettant en place un régime plus ou moins identique à celle du bilan coût avantage des expropriations et étendant en quelque sorte le principe de proportionnalité.

#### L’intérêt général justifie les atteintes à l’égalité et au droit de propriété
C’est l’intérêt général qui justifie également toutes les atteintes portées au droit de propriété. L’intérêt général est constamment rappelé pour les servitudes, la préemption, et l’expropriation. Le respect du bilan coût avantages exigé par le CE (CE 1971 Ville Nouvelle Est et CE Ass. 1972 Sainte Marie de l’Assomption), en est la marque. Ici vision plus utilitariste de l’intérêt général.
Les atteintes sont fondés sur l’intérêt général et plus précisément sur l’arbitrage entre les divers intérêts en présence lors d’une expropriation.
C’est toujours au seul nom de l’intérêt général que sont justifiées les atteintes portée au principe d’égalité. Les jurisprudences administrative et constitutionnelle ont autorisé que dans des situations différentes soient prises des règles de portée différente quand bien même cela porterait atteinte au principe d’égalité sous la seule condition que ces discriminations soient justifiées par l’intérêt général (CE Syndicat de la raffinerie du soufre française 29 juin 1951 et plus récemment CE, Sect., 1997, Commune de Nanterre et de Gennevilliers).

## En France
En France le tri n'est pas toujours très facile entre les notions liées à celles d'intérêt général : statut de service public, exercé par le secteur public mais aussi par le secteur privé, droit public, utilité publique (pour certaines associations, certaines activités, certains projets d'aménagement...), etc.
Voir aussi : droit du service public en France
Le juge administratif joue le rôle de garant de l’intérêt général et accompagne les évolutions de la notion d’intérêt général.

### La définition et l’usage de l’intérêt général par le juge administratif

#### L’intérêt général peut être spécifiquement défini par la loi ou suscité par le juge
Face à cette importance de l’intérêt général qui fonde des atteintes aux libertés, le juge administratif est souvent amené à vérifier l’effectivité de son existence dans le cadre du contrôle qu’il exerce sur les actes de l’administration.
Ce contrôle est d’autant plus délicat que la notion d’intérêt général n’est réellement définie nulle part, alors que les intérêts particuliers et les libertés publiques qui sont bridées en son nom sont eux évidents et clairement visibles. Dès lors il est pour le moins complexe de constater l’existence de cet intérêt général sur lequel il se fonde pourtant souvent.
Lorsque l’intérêt général résulte des textes, il est alors facile pour le juge de l’appliquer. Le juge se contente de vérifier que l’administration s’est conformée à l’objectif d’intérêt général qui lui était assigné. Mais, dans bon nombre de cas, il n’existe aucun critère clairement offert au juge pour vérifier si l’intérêt général existe et le juge est conduit à « susciter lui-même le critère d’intérêt général. La notion d’intérêt général est donc variable et ne peut être définie de façon absolue. Elle dépend de chaque cas d’espèce et les définitions que le juge peut en donner sont nécessairement contingentes.
Dans le cadre du contrôle de légalité qu’opère le juge administratif la référence à l’intérêt général est le plus souvent implicite. En 15 ans seuls 60 arrêts ont eu recours explicitement à la notion d’intérêt général. Le juge ne s’y réfère généralement explicitement que lorsqu’il oppose l’intérêt général à des intérêts de particuliers particulièrement importants comme le droit de propriété ou lorsque deux intérêts de personnes publiques sont en conflit, en servant en quelque sorte comme d’un argument massue.
L’intérêt général est donc plus présent dans la jurisprudence administrative que l’on pourrait le croire à la simple lecture de la jurisprudence.

#### L’usage de l’intérêt général par le juge administratif a des utilités pratiques et des effets pervers
Le caractère nécessairement contingent de l’intérêt général a permis au Conseil d’État d’utiliser cette notion afin de promouvoir divers objectifs.
Tout d’abord le juge administratif a utilisé la notion comme un contrepoids face à l’exercice de certains pouvoirs par l’administration. Son imprécision lui permet de lier une compétence trop discrétionnaire et délier une compétence liée.
Dans l’arrêt Ville Nouvelle Est du 28 mai 1971, c’est au nom de l’intérêt général que le juge procède au bilan coût avantage mettant en balance les avantages avancés par la déclaration d’utilité publique et les inconvénients d’une opération. De même c’est aussi au nom de l’intérêt général que le juge administratif contrôle la proportionnalité d’une mesure de police.
Ensuite, l’intérêt général apparaît comme une manière soit de renforcer soit d’atténuer d’autres normes applicables lorsque celles-ci semblent trop légères ou trop strictes pour répondre aux besoins de l’administration ou satisfaire les droits et libertés des individus.
En substituant artificiellement l’intérêt général à une autre norme, le juge administratif déplace la valeur de la norme de contrôle dont il se sert, dans la hiérarchie des normes.
L’intérêt général peut donc venir compléter un principe de valeur constitutionnelle sauf quand il y a écran législatif auquel cas le Conseil d'État aura recours à un principe général du droit. Il peut aussi venir compléter la loi qui ne l’évoque pas précisément mais où, pour le juge, il est nécessairement impliqué. Par ailleurs, en matière de contrôle de conventionnalité des lois, le juge administratif a parfois recours à l’intérêt général pour la rendre compatible avec le traité (CE 1998, Bitouzet, par rapport à la CEDH).
Mais si ce caractère vague a pu permettre au juge administratif de mieux contrôler l’activité de l’administration, il a également pu de manière plus critiquable amener le Conseil d'État à substituer sa propre appréciation à celle de l’administration.
L’appréciation de l’existence de l’intérêt général pose en effet des difficultés au niveau des techniques de contrôle et des moyens juridiques du contrôle. Il y a au sein même de cette notion une subdivision entre erreur de droit ou erreur de fait. Or, l’intérêt général ne permet pas la distinction entre ses subdivisions. Il les englobe, car dire si une activité de l’administration est une activité d’intérêt général relève aussi bien du fait que du droit. Et ceci se retrouve lorsque le CE est juge de cassation. Comment vérifier le droit lorsque les juges de 1er et 2d degrés ont invoqué l’intérêt général sans effectuer un contrôle d’opportunité ?
Contrôler en se fondant sur l’intérêt général pose la difficile question de la distinction entre légalité et opportunité. Il semble que recourir à l’intérêt général permet de contrôler l’opportunité, l’utilité publique de l’acte. Lorsque le juge contrôle une mesure de police, il en contrôle certes la légalité mais d’une manière purement formelle puisque la légalité va découler avant tout de son utilité. Inéluctablement le Juge est amené à contrôler une opportunité dont il n’est pourtant pas le juge.

### Outils de préservation de l'intérêt général
En France, il existe plusieurs outils de préservation de l'intérêt général :
Pour l'exploitation des carrières (code minier)
Il est possible de définir des zones où peut être autorisée l'exploitation des ressources minérales des carrières en l'absence de l'accord du propriétaire du sol, une disposition prévue à l'article 109 du code minier d'où la dénomination habituelle de "zone 109". Ceci ne dispense pas cependant un carrier d'obtenir les autorisations prévues par d'autres réglementations, particulièrement en ce qui concerne les installations classées pour la protection de l'environnement.
Projet d'intérêt général (PIG)
Le Projet d'Intérêt Général est défini par l'article R 121-3 du code de l'urbanisme. Les Plans d'Occupation des Sols et les Schémas Directeurs (aujourd'hui PLU et SCOT) sont, depuis la loi du 7 janvier 1983, élaborés à l'initiative et sous la responsabilité des communes ou de leurs groupements.
Le Schéma Directeur d'Aménagement et de Gestion des Eaux (SDAGE) et le Schéma d'Aménagement et de Gestion des Eaux (SAGE)
Ces deux outils ont été introduits par la loi sur l'eau du 3 janvier 1992. Ils constituent de nouveaux outils de gestion décentralisés des milieux aquatiques et des usages, et sont définis au titre 1er (de la police et de la gestion de l'eau) de la loi sur l'eau (article 3 et 5).

### Mutation et renouveau de la notion d’intérêt général

#### Une notion en crise
Le flou autour de la notion d'intérêt général a fini par lui être nuisible. Vue comme simple renouveau de la raison d'État (cf. rapport du Conseil d'État de 1999) étant donné qu'elle sert à brider les droits et libertés et qu’elle est mal définie.
Parallèlement, les entités susceptibles de définir l'intérêt général se sont multipliées avec la décentralisation, la déconcentration, et le développement d’autorités administratives indépendantes : il y a risque d’intérêts généraux contradictoires, ce qui serait d'ailleurs une négation de l'intérêt général.
La situation n'est en réalité pas nouvelle, puisqu'il y avait déjà des conceptions souvent opposées entre différents organes de l'État (environnement contre équipement, finances contre autre ministère, etc.), entre lesquels les rapports de force d'influence ou les circonstances faisaient l'arbitrage. S'il y a nouveauté, c'est dans la mise sur la place publique et dans l'intervention accrue d'acteurs précédemment plus négligeables (associations, lobbies, pouvoirs politiques locaux etc.).
Des pistes peuvent être évoquées pour sortir de la crise : 
- la concertation entre les différentes personnes publiques ou la contractualisation de leurs rapports cf. plans État-Régions. L'État redeviendrait par ce biais l’unique formulateur de l’intérêt général. Mais en réalité dans ce cas l'intérêt général deviendrait le fruit de négociations la simple conjugaison des intérêts des Personnes Publiques en présence ;
- l'essor des procédures consultatives (Loi du 6 fév. 1992 sur le référendum local) mais là aussi vision algébrique utilitariste plus que volontariste de l’intérêt général.

On voit[Qui ?] que ces pistes restent pavées d’embûches, et que la notion n'est pas sortie de l'ornière.

## Dans l'Union européenne

### Rôle du droit communautaire dans l'évolution de la notion d’intérêt général
L'intérêt général est mentionné dans plusieurs articles du traité CE.
- Article 16 : principes généraux, introduit par le traité d'Amsterdam en 1997 ;
- Article 86 : sur les entreprises publiques et les entreprises auxquelles les États membres accordent des droits spéciaux ou exclusifs ;

Le paragraphe 2 précise :
« Les entreprises chargées de la gestion de services d'intérêt économique général ou présentant le caractère d'un monopole fiscal sont soumises aux règles du présent traité, notamment aux règles de concurrence, dans les limites où l'application de ces règles ne fait pas échec à l'accomplissement en droit ou en fait de la mission particulière qui leur a été impartie. Le développement des échanges ne doit pas être affecté dans une mesure contraire à l'intérêt de la Communauté. »
- Article 90 : pour vérifier si l’existence d’un service public ou Monopole Public déroge aux règles de concurrence, la Communauté européenne vérifie qu’il y a existence d’un intérêt général.

L'intérêt général est également mentionné dans l'article 36 de la charte des droits fondamentaux :
« L'Union reconnaît et respecte l'accès aux services d'intérêt économique général tel qu'il est prévu par les législations et pratiques nationales, conformément au traité instituant la Communauté européenne, afin de promouvoir la cohésion sociale et territoriale de l'Union ».
Resserrement de la notion intérêt général et idée d’une conciliation avec le marché qui a une influence sur le droit français (cf. scission RFF/SNCF). Après une période très dure la CJCE a assoupli sa jurisprudence concernant l’intérêt général. Et l’admet aujourd'hui plus facilement :
- CJCE Commune d'Almalo 27 avril 1994 : "les restrictions à la concurrence sont nécessaires à cette entreprise pour assumer sa mission d’intérêt général" ;
- 4 arrêts CJCE du 23 oct. 1997 sur EDF/ GDF indiquent bien un raisonnement en deux temps. 1) violation du droit de la concurrence communautaire; 2) justifié par l’intérêt général. Admet l’intérêt général économique.

Aujourd’hui la jurisprudence de la CJUE définit assez largement les domaines pouvant relever de l’intérêt général (protection sociale, ordre social politique culturel etc.). La CJUE a si bien admis la notion qu’a dégagé l’idée d’un intérêt général de la communauté distinct de celui des États membres. Le Conseil d'État a évolué sous influence CJUE et tente aujourd’hui de concilier l’intérêt général avec d’autres notions plutôt que de les opposer ce qui entraîne le renouveau de la notion.

### Livre vert et livre blanc
Voir :
- Livre blanc sur les services d'intérêt général
- Livres blancs de la Commission européenne

La Commission européenne a produit un livre vert sur les services d'intérêt général en 2003, puis un Livre blanc en 2004.
Elle s'appuie sur les principes suivants :
1. Permettre aux pouvoirs publics d'être proches des citoyens,
2. Atteindre des objectifs de service public au sein de marchés ouverts et concurrentiels,
3. Assurer la cohésion et l'accès universel,
4. Maintenir un niveau élevé de qualité et de sécurité,
5. Garantir les droits des consommateurs et des usagers,
6. Suivre et évaluer le fonctionnement des services,
7. Respecter la diversité des services et des situations,
8. Accroître la transparence,
9. Assurer la sécurité juridique.

### Deux types de services d'intérêt général
La communauté européenne a introduit deux types de services :
- les services d'intérêt général (SIG)
- les services d'intérêt économique général (SIEG), mentionnés dans le traité d'Amsterdam.
- les services sociaux d'intérêt général (SSIG)

### Intérêt général et principe de subsidiarité
Si la notion d'intérêt général n'est pas clairement définie, en revanche celle de souveraineté l'est, en France, dans la constitution de 1958. La souveraineté du peuple se définit au niveau de la nation, elle est déléguée à ses représentants dans l'État-nation (dans ce type d'État). Dans l'Union européenne, on parle d'État membre.
En pratique, l'intérêt général est invoqué à un niveau local, ce qui pose la question du principe de subsidiarité, et sans doute aussi, dans le contexte de construction européenne, de la hiérarchie des normes juridiques. Le principe de subsidiarité est généralement évoqué au sujet des compétences respectives de l'Europe et des États, et non au sujet des collectivités territoriales.
D'autre part, le référendum d'initiative locale introduit d'autres modes de concertation.